# アレクサンドル・ジロティ
アレクサンドル・イリイチ・ジロティ（ロシア語: Алекса́ндр Ильи́ч Зило́ти, tr. Aleksander Il'ich Ziloti, 1863年10月9日 ハリコフ近郊 - 1945年12月8日 ニューヨーク）はウクライナ出身のロシアのピアニスト・指揮者・作曲家・編曲家。フランツ・リストの最後の高弟の一人として、またセルゲイ・ラフマニノフの従兄として言及される。

## 経歴
出生から修学期

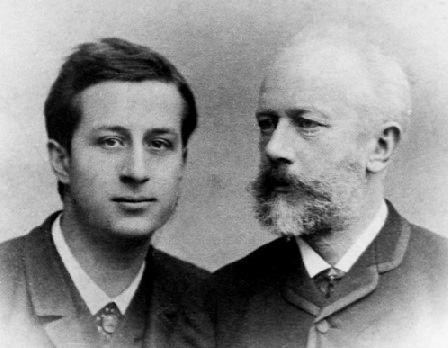
ジロティ(左)とチャイコフスキー(右)

1863年、父イリヤ・ジロティと妻ユリアの間に生まれた。生地は母の領地があったロシア帝国タンボフ県ズナメンスコエで、同地の教会で洗礼を受けた。代父はセルゲイ・ラフマニノフの叔父であり父の兄弟であるアレクサンドル・ラフマニノフ、代母はラフマニノフの祖母であった。ユリアの父のアルカディー・ラフマニノフ（セルゲイ・ラフマニノフの父方の祖父）はジョン・フィールドにピアノを学び、自分のこどもたちにも音楽を学ばせた。そのため、ユリア自身も子供たちに音楽を学ばせようとした。
1871年に8歳でモスクワ音楽院に入学。ニコライ・ズヴェーレフのクラスでピアノを学び、1875年から音楽院長のニコライ・ルビンシテインのクラスに移った。同時に、音楽理論をチャイコフスキーから学び、後に友人ともなった。セルゲイ・タネーエフ、フーベルトらの薫陶を受ける。1882年に金メダルを得てピアノ科を卒業。
音楽家として
1883年から1886年まで、ヴァイマルでリストの個人レッスンを受けた後、ライプツィヒ・リスト協会の共同設立者に名を連ねた。1883年11月19日にライプツィヒで演奏家としてデビューを果たす。
1887年にモスクワでもっとも裕福なパーヴェル・トレチャコフの娘・ヴェラと結婚した。豊富な資金を持つトレチャコフ家の後援によって、ジロティは自分のコンサートを開くことができるようになった。教育者としては、同1887年、母校モスクワ音楽院で教壇に立ち、ゴリジェンヴェイゼル、マクシモフ、従弟ラフマニノフらを指導。また、この頃チャイコフスキーのために校訂者として働き始め、とりわけ《ピアノ協奏曲第1番》と《第2番》の校正を行なった。1889年にタネーエフにかわって音楽院長に就任したワシーリー・サフォーノフと対立し、1891年5月にモスクワ音楽院を辞職。
1892年から1900年まで、ヨーロッパを拠点としつつアメリカ合衆国にも進出して欧米の各地で演奏活動に入った。1898年にはボストン、シンシナティ、シカゴでも演奏旅行に取り組んだ。この間に従弟ラフマニノフの名高い《前奏曲嬰ハ短調》を西ヨーロッパに初めて紹介している。ラフマニノフの《ピアノ協奏曲 第2番》の世界初演では、作曲者自身のピアノとジロティの指揮によって行われた。
1901年から1903年までモスクワ・フィルハーモニー管弦楽団を指揮し、1903年から1917年まで、サンクトペテルブルクにおいて、自ら資金を提供してジロティ演奏会を統率し、レオポルト・アウアーやパブロ・カザルス、シャリアピン、エネスコ、ヨゼフ・ホフマン、ワンダ・ランドフスカ、ヴィレム・メンゲルベルク、フェリックス・モットル、アルトゥル・ニキシュ、アルノルト・シェーンベルク、フェリックス・ワインガルトナーらを招いた。ドビュッシーやエルガー、シベリウス、グラズノフ、ラフマニノフ、スクリャービン、プロコフィエフ、ストラヴィンスキーらの作品のロシア初演や世界初演も行なっている。ディアギレフがストラヴィンスキーの《花火》を知ったのも、ジロティ演奏会においてであった。スクリャービンは、「クーセヴィツキーよりも優れた音楽家。何と好感のもてる人でしょう」と評している。
マリインスキー劇場監督就任からソビエト出国まで
1918年5月、マリインスキー劇場の監督に選出され就任。そして同年の十月革命では、劇場の全スタッフが参加した反ボルシェビキ・ストライキを組織。アナトリー・ルナチャルスキーの命令により劇場監督の職が廃止となり、ジロティは辞任した。そして1918年1月13日に逮捕され、クレスティ監獄に投獄された。医師で友人のI・マヌキンの援助でフェリックス・ジェルジンスキーと対話の後、「市当局に出頭するため」保釈された。
イギリスを経て、アメリカへ
1919年、ジロティ一家はフィンランドに移住し、その後ドイツに移住。イングランドに渡った後、最終的に1921年12月に渡米し、ニューヨークに上陸。アルトゥール・ルービンシュタインのとりなしでラフマニノフの推薦状を得て、1926年から1942年までジュリアード音楽院大学院でピアノを教授する傍ら、時々リサイタルを開いた。1930年11月にはトスカニーニの指揮により、全曲リスト作品による演奏会でも演奏を行なった。ソビエトを去ったジロティであったが、1941年11月にはソ連防衛基金に資金を寄付した。1945年12月8日にニューヨークで死去。

## 作曲作品・作風について
ジロティはピアノ独奏用の編曲を200点のこしたほか、ヴィヴァルディやバッハ、ベートーヴェン、リスト、チャイコフスキーの管絃楽曲を校訂している。ピアニストとしてピアノロールも残した。

## 音楽家としての功績・評価
1917年のロシア革命までは、最も重要なロシアの芸術家の一人であり、リスト、チャイコフスキー、アントン・アレンスキー、ラフマニノフ、イーゴリ・ストラヴィンスキーらに作品を献呈されている。作曲家としての評価よりも、演奏家や、バッハ、モーツァルト、ショパン、チャイコフスキーの編曲家として評価されている。指揮者としては、保守的な指向をとったラフマニノフとは対照的に、進歩的・開明的な姿勢をとり、同時代の作曲家の作品を積極的に取り上げた。たとえばロジェ＝デュカス、シベリウス、プロコフィエフ、シマノフスキらは、ジロティの手で上演されることを企図して管絃楽曲を作曲している。
また、リストの高弟であったからといっていたずらに新しいものを追うのではなく、保守的な音楽にも一定の理解を示していた。たとえば少年時代のラフマニノフにジロティが与えた課題は、ブラームスの変奏曲であり、これによってラフマニノフに変奏曲に対する関心を植え付けたと言える。

### 指導学生
ジロティの指導を受けた者には以下がいる。
- コンスタンチン・イグームノフ(ピアニスト)
- ユージン・イストミン(ピアニスト)
- ベンジャミン・オーウェン(ピアニスト)
- アレクサンドル・ゴリデンヴェイゼル(ピアニスト)
- マーク・ブリッツステイン(作曲家)
- レオニード・マクシモノフ（ロシア語版）(ピアニスト)
- セルゲイ・ラフマニノフ(ピアニスト)